# Поморцев, Михаил Михайлович
Михаи́л Миха́йлович Помо́рцев (12 [24] июля 1851, имение Васильевщина, Новгородская губерния — 19 июня [2 июля] 1916, Петроград) — русский изобретатель в области ракетной техники, аэрологии, инженер-генерал-майор.

## Биография
Родился в семье Михаила Яковлевича (? — 1868), артиллериста, поручика, и Анны Осиповны Поморцевых. С 1863 г. обучался в Нижегородском кадетском корпусе, по окончании которого в 1868 г. поступил в Петербургское артиллерийское училище. С 1871 г. служил в артиллерийской бригаде на Западной Украине.
С 1873 г. учился на годичных курсах усовершенствования при Артиллерийской академии в Петербурге, по окончании которых служил в артиллерийской части в Бессарабии. В 1875 г. окончил 6-месячные курсы усовершенствования по геодезии при Академии Генерального штаба в Петербурге. С 1876 г. — в 4-й запасной артиллерийской бригаде.
В 1878 г. окончил геодезическое отделение Академии Генерального штаба, после чего был прикомандирован к Главной астрономической обсерватории в Пулково. С 1880 г. — в распоряжении Главного артиллерийского управления (Петербург). С 1881 г. преподавал топографию и геодезию на временных курсах в Инженерной академии.
В 1882—1899 гг. — помощник заведующего, заведующий обучающимися в Военно-медицинской академии. Одновременно с 1885 года читал курс метеорологии в Петербургской воздухоплавательной школе, в 1885—1907 гг. преподавал топографию в Артиллерийском училище.
В апреле 1906 г. произведён в генерал-майоры артиллерии. В феврале 1907 г. вышел в отставку с пенсией.
В 1913—1914 гг. состояние его здоровья ухудшалось. Летом 1916 г. лечился в клинике Военно-медицинской академии; скончался в 4 часа утра 19 июня (2 июля) 1916 года. Похоронен на Большеохтинском кладбище в Петербурге.
В 1903 г. избирался попечителем земской народной школы в Нижегородской губернии.

### Семья
Жена (с 1875) — Стефания Лукинична Бржостовская (ок. 1857 — ?);
- сын — Владимир (1876 — ?).

## Научная деятельность
С 1870-х гг. занимался исследованиями в области военной топографии, геодезии, метеорологии.
Первые научные работы посвящены исследованиям в области электричества, теории военных дальномеров.
С 1880-х также занимался и исследованиями в области воздухоплавания; в 1885 г. осуществлял научные полёты в учебном воздухоплавательном парке, подъёмы аэростатов (в Петербурге, Варшаве, Новогеоргиевске, Осовце, Ивангороде), в которых проводил исследования атмосферы. Результаты опубликованы в книгах:
- «Очерк учения о предсказании погоды (синоптическая метеорология)» (1889) — первое русское руководство по метеорологии;
- «Научные результаты 40 воздушных путешествий, совершённых в России» (1891), в которой определил вертикальные градиенты основных метеовеличин (температура, влажность, ветер) с учётом особенностей распределения атмосферного давления; книга была переведена на английский, немецкий и французский языки.

С профессором Р. Ассманом, председателем Берлинского воздухоплавательного общества, организовал одновременные научные подъёмы на аэростатах в 1894 году:
- 23 июля — Петербург, Берлин
- 28 июля — Петербург, Берлин
- 19 сентября — Петербург, Варшава, Оссовец, Берлин.

Лично участвовал во всех подъёмах, выполненных из Петербурга.
Изобрёл:
- дальномер с вертикальной базой.
- первые в мире аэронавигационные приборы для бортовых измерений:
  - определяющий направление и скорость движения аэростата,
  - определяющий расстояние до предметов, находящихся на земной поверхности,
  - определяющий направление и угловую скорость движения облаков (на основе теодолита с магнитной стрелкой и солнечных часов Флеше) — нефоскоп. Зеркальный нефоскоп, изобретенный в 1885 году к этому моменту уже был известен и использовался в России[4].
- керзу — водонепроницаемый материал на основе каразеи (грубого тканого сукна с косой ниткой), пропитанного эмульсией яичного желтка, парафина и канифоли. В середине 1930-х годов Иван Плотников и Александр Хомутов смогли использовать метод пропитки Поморцева и создать промышленный материал кирзу (через «и»), используя для пропитки искусственный каучук[4].

Вывод Поморцева о том, что движение управляемых аэростатов и дирижаблей всегда будет зависеть от воздушных течений, впоследствии был подтверждён Д. И. Менделеевым и Н. Е. Жуковским.
В 1900 г. был членом жюри международной выставки в Париже.
В 1900-е гг. начал исследования с целью создания летательных аппаратов тяжелее воздуха. С целью определения аэродинамически выгодной формы планёра исследовал коробчатые змеи Харграва и плоскостные — Отто Лилиенталя. Предварительные итоги докладывал в Русском техническом обществе.
В 1902—1906 гг. проводил опыты с ракетами, в том числе на Петербургском артиллерийском полигоне, в Севастополе и на ракетном заводе в Николаеве. С целью увеличения дальности полёта и кучности падения ракет предложил и испытал около 20 типов несущих и стабилизирующих поверхностей (стабилизаторы, крылья и др.); с предложенным им стабилизатором добился увеличения дальности полёта ракеты массой 10-12 кг до 8-9 км.
В 1907 г. исследовал взаимосвязь давления в камере сгорания двигателя, скорости истечения газов, размеров ракетной пустоты[неизвестный термин] (а также способов набивки пороха в гильзу и др.) и в 1915 г. предложил проект ракеты с двигателем, работающим на сжатом воздухе (впервые — с соплом Лаваля)
В 1912 г. работал в аэродинамической лаборатории в Кучино (ныне здесь находится ЦАГИ) — разрабатывал идею и оригинальный проект самолёта с переменным углом встречи (угол наклона крыльев), автоматически сохраняющим устойчивость в полёте; запатентовал свой самолёт. В 1914 г. доложил проект самолёта в воздухоплавательном отделе Русского технического общества, получив положительную экспертную оценку Н. Е. Жуковского. Однако военный министр отказал в отпуске средств на постройку опытного образца.
Работал также в смежных областях:
- сотрудничал с Глебом Котельниковым в разработке парашюта.
- проводил совместные исследования с Ипатьевым и Курнаковым по созданию синтетического каучука.
- исследовал различные пропитки тканей с целью достичь газо- и водонепроницаемости; одним из результатов явилось создание «кирзы» — заменителя кожи для сапог, непроницаемого для воды, но проницаемого для воздуха. Образцы газоводонепроницаемых тканей, пропитанных по способу Поморцева, экспонировались российским министерством промышленности на международных выставках (1905, Льеж; 1911, Петербург).

Состоял членом Русского физико-химического общества (с 1884), Русского географического общества (с 1888), Русского технического общества (с 1892; в 1894—1897 член Совета общества; с 1895 — председатель воздухоплавательного отдела); членом-учредителем Русского астрономического общества (с 1891).

### Избранные труды
Источник — Электронные каталоги РНБ
- Поморцев М. М. Абсолютные определения элементов земного магнетизма : (Теория, способы наблюдений и вычислений). — СПб.: Акад. наук, 1900. — 124 с.
- Поморцев М. М. Атмосферные течения, их связь с распределением атмосферного давления на земле и с характером погоды. — [СПб.]: тип. Акад. наук, [1899]. — 67 с. — (Отт. из Записок по гидрографии. — 1899. — № 20).
- Поморцев М. М. Дальние путешествия с помощью воздушного шара, идущего на гайд-ропе. — СПб.: тип. и лит. В. А. Тиханова, 1893. — 19 с. — (Отт. из «Инж. журн.». — 1893).
- Поморцев М. М. Исследование атмосферы при помощи воздушных шаров. — СПб.: тип. Имп. Акад. наук, 1897. — 119 с. — (Отт. из: Воздухоплавание и исследование атмосферы. — 1897. — Вып. 3).
- Поморцев М. М. Исследование самопишуших приборов, употребляемых на шарах зондах. — [СПб.]: тип. Имп. Акад. наук, [1898]. — 9 с. — (Отт. из сб. «Воздухоплавание и исследование атмосферы». — 1898. — Вып. 4).
- Поморцев М. М. Научные результаты 40 воздушных путешествий, сделанных в России. — СПб.: тип. и лит. В. А. Тиханова, 1891. — 79 с. — (Отт. из «Инж. журн.». — 1891. — № 5).
- Поморцев М. М. О законе распределения скоростей ветра : Геогр. распределение силы ветра. — СПб.: тип. Мор. м-ва, 1894. — 56 с. — (Отт. из «Зап. по гидрографии». Вып. 15).
- Поморцев М. М. Обзор теорий, объясняющих парящий полет птиц. — [СПб.]: тип. Имп. Акад. наук, [1898]. — 19 с. — (Отт. из сб. «Воздухоплавание и исследование атмосферы». — 1898. — Вып. 4).
- Поморцев М. М. Определение направлений и угловых скоростей движения облаков : [Чит. в соед. заседании Отд-ний географии мат. и географии физ. Рус. Геогр. О-ва 5 апр. 1892 г.]. — СПб.: тип. А. С. Суворина, 1893. — 52 с.
- Поморцев М. М. Опытные исследования условий равновесия и движения свободного воздушного шара. — СПб.: тип. и лит. В. А. Тиханова, 1892. — 33 с. — (Отт. из «Инж. журн.». — 1892. — № 6-7).
- Поморцев М. М. Очерк исследований теллурических токов. — [СПб.]: тип. А. С. Суворина, [1889]. — 10 с. — (Перепеч. из: Изв. Рус. геогр. о-ва. — 1889. — Т. 24).
- Поморцев М. М. Очерк учения о предсказании погоды : (синоптическая метеорология) : с одним рисунком, восемнадцатью листами чертежей и вспомогательными таблицами. — СПб.: тип. «Артиллерийского журнала», 1889. — 210 с.
- Поморцев М. М. Прибор для определения направлений и угловых скоростей движений облаков. — СПб.: тип. Глав. упр. уделов, 1896. — 24 с.
- Поморцев М. М. Прибор для определения расстояний с воздушного шара и высоты шара. — [СПб.]: тип. Имп. Акад. наук, [1898]. — 5 с. — (Отт. из сб.: «Воздухоплавание и исследование атмосферы». — 1898. — Вып. 4).
- Поморцев М. М. Прибор для определения скорости и направления движения воздушного шара и облаков. — [СПб.]: тип. Имп. Акад. наук, [1898]. — 7 с. — (Отт. из сб. «Воздухоплавание и исследование атмосферы». — 1898. — вып. 4).
- Поморцев М. М. Привязной, свободный и управляемый аэростаты : Механические условия их равновесия и движения. — СПб.: тип. и лит. В. А. Тиханова, 1895. — 83 с. — (Отт. из «Инж. журн.». — 1894—1895).
- Поморцев М. М. Способы геометрического определения положения свободного воздушного шара : Сообщ. в VII Отд. Рус. техн. о-ва. — СПб.: тип. бр. Пантелеевых, [1890]. — 7 с. — (Отт. из «Зап. Рус. техн. о-ва». — 1890. — Вып. 6).
- Поморцев М. М. Сравнительные данные исследований атмосферы, произведенных в разных странах при помощи воздушных шаров и змеев. — [СПб.]: тип. Акад. наук, [1901]. — 38 с. — (Отт. из «Зап. по гидрографии». — 1901. — Т. 23).
- Поморцев М. М. Течения в атмосфере, обусловливаемые космическими причинами. — СПб.: тип. В. Андерсона и Г. Лойцянского, 1912. — 14 с. — (Отт. из журн. «Техника воздухоплавания». — 1912, июль).
- Поморцев М. М. Топография : Курс мл. класса Михайлов. арт. уч-ща 1885/6 г. : [В 3 отд.]. — [СПб.], [1886]. — 348 с.

## Награды
- премия Русского технического общества (1892) — за книгу «Научные результаты 40 воздушных путешествий, совершённых в России»
- золотая медаль Русского географического общества (1892) — за книгу «Научные результаты 40 воздушных путешествий, совершённых в России»
- премия Костемеровского от Русского технического общества (1895) — за создание нефоскопа
- орден Почётного легиона (1900) — за научные работы и приборы, экспонировавшиеся в Париже
- медаль Русского технического общества (1902) — за исследования в области воздухоплавания
- золотая медаль Международной выставки по гигиене и спасению (1904, Марсель) — за работы в области метеорологии
- золотая медаль (1906, Милан)
- малая серебряная медаль на Всероссийской гигиенической выставке (1913, Петербург)
- золотой нагрудный знак Особого комитета по усилению военного флота России (1913) — за особые заслуги в области воздухоплавания.

## Адреса в Санкт-Петербурге — Петрограде
- 1891—1901 — Нижегородская (Академика Лебедева с 1955) улица, 6;[6]
- 1901 — 19.06.1916 — доходный дом М. М. Рянгина — Надеждинская улица, 56.

## Память
- На месте, где стояла родовая усадьба в селе Васильевщина, установлен памятный знак[7].
- Именем Поморцева назван кратер на Луне.
- На доме 56 по улице Маяковского (бывшей Надеждинской), где жил М. М. Поморцев, в 1956 году установлена мемориальная доска[8] (архитектор Л. Н. Линдрот).
- В городе Старая Русса именем Михаила Поморцева названа одна из улиц в микрорайоне «Соборная сторона»[9].